# Бор (растение)
Бор, Просяник (лат. Mílium) — род травянистых растений семейства Злаки (Poaceae). Многолетние или однолетние травы, широко распространённые в лесной зоне Северного полушария.
Латинское название Milium служило в Древнем Риме для обозначения проса. В русском языке растение было известно как птичье просо, просовик или просовка.

## Морфология
Листья — линейные.
Колоски — мелкие, с одним обоеполым анемофильным цветком, собраны в метёлки. Цветковые чешуи без остей.
Зерновки в цветковых чешуях.

## Распространение и экология
Распространён в степной, лесостепной, лесной зонах Северного полушария.

### Распространение семян
Семена распространяются позвоночными животными и муравьями, у однолетних видов также ветром по типу «перекати-поля».

## Виды
В настоящее время ботаники включают в род около пяти видов, статус некоторых, ранее описанных видов, остаётся неопределённым.
- Milium effusum L. — Бор развесистый
- Milium pedicellare (Bornm.) Roshev. ex Melderis
- Milium schmidtianum K.Koch
- Milium transcaucasicum Tzvelev
- Milium vernale M.Bieb. — Бор весенний
  - [syn.  Milium montianum Parl.]